# Jan Löchel

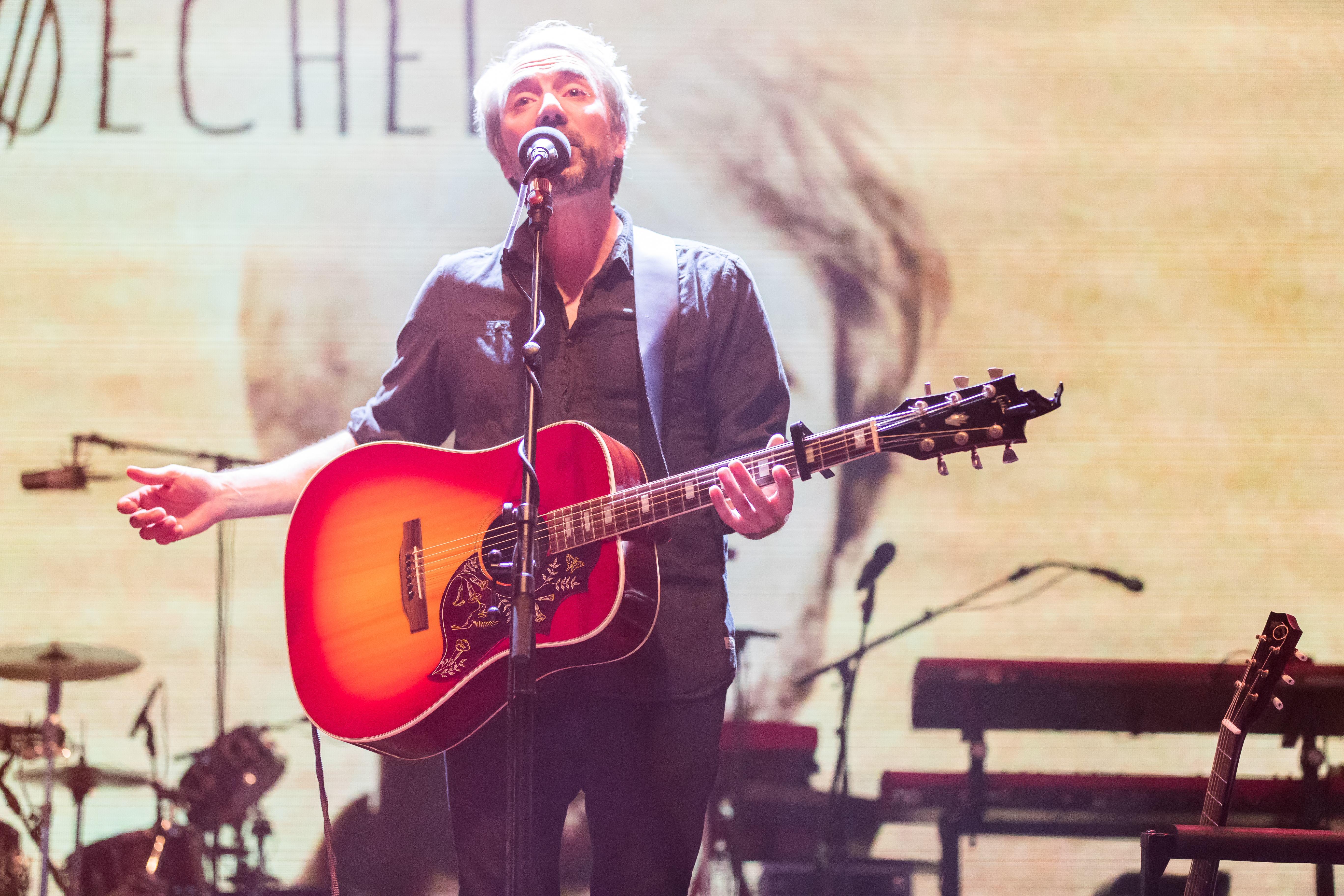
Jan Löchel auf dem Zeltfestival Rhein-Neckar in Mannheim 2017

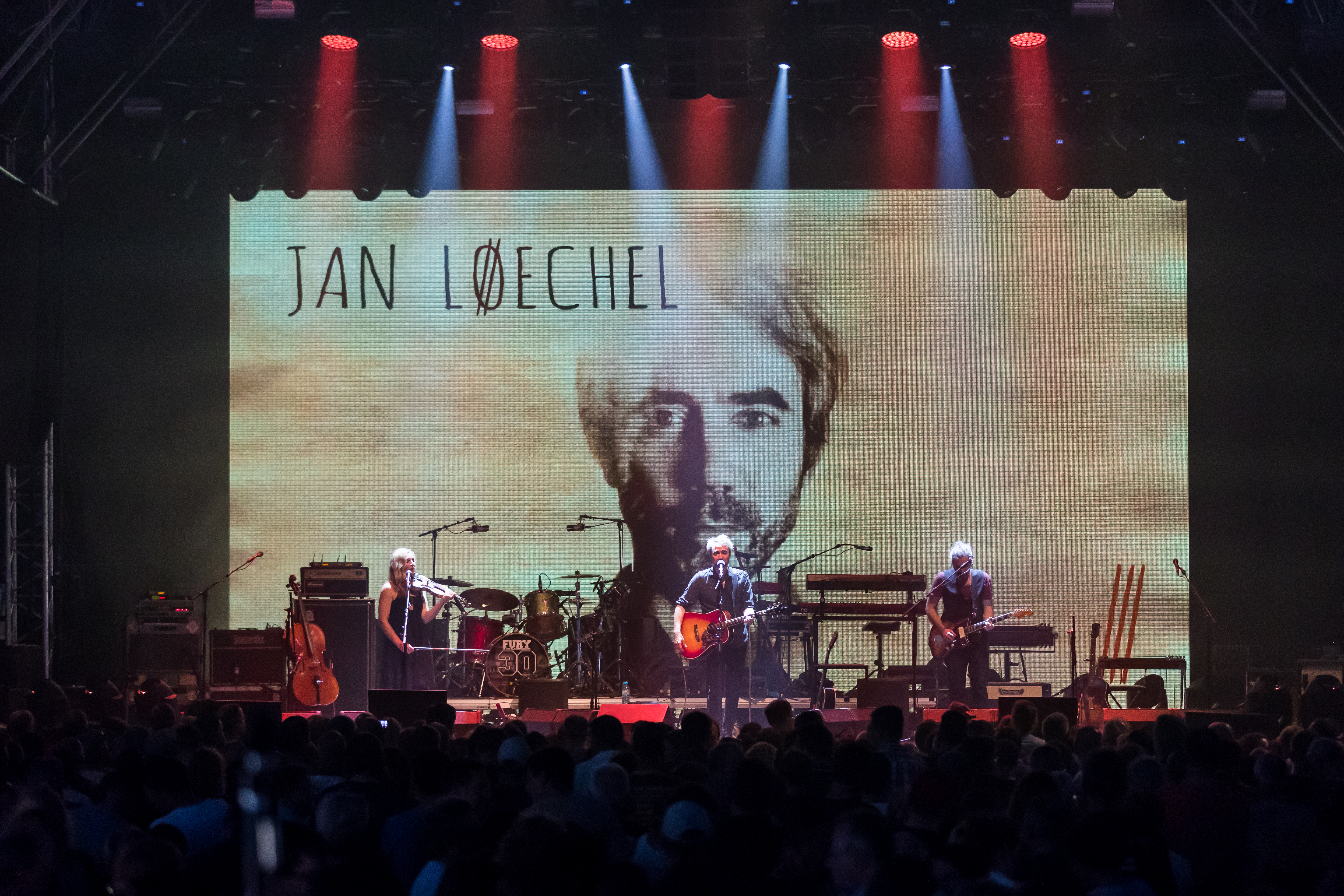
Jan Löchel auf dem Zeltfestival Rhein-Neckar in Mannheim 2017

Jan Löchel (* 1974) ist ein deutscher Musikproduzent, Songwriter, Sänger und Komponist.
Er schrieb Filmmusik für mehrere deutsche Spielfilme, produzierte Singles und Alben unterschiedlicher Musikgenres, die sich international in den Charts platzieren konnten und nahm 2002 mit einer Produktion an dem deutschen Vorentscheid Countdown Grand Prix 2002 zum Eurovision Song Contest 2002 teil. Zudem gründete er 2003 ein Musiklabel.
Löchel ist in Schleswig-Holstein aufgewachsen, wo er 1989 in der Schleswig-Holstein-Auswahl Tennis spielte. Heute lebt er in Münster-Angelmodde. Sein Musikstudio befindet sich am Hafen Münster. Er spielt Gitarre und Klavier.

## Karriere
Löchel erlernte in seiner Jugend das Gitarrenspiel und spielte in Schülerbands. Im Alter von 16 Jahren trat Löchel erstmals mit seiner Band auf. Löchels erste Studioproduktion erfolgte mit seiner Band Lazy Strike im Rahmen eines Rock-Schulprojektes im Studio von Steffi Stephan. Nach dem Abitur spielte er während seiner Zivildienstzeit in mehreren Coverbands, mit deren Einnahmen er seinen Lebensunterhalt finanzierte.
Löchels erste Veröffentlichungen bei Majorlabels erfolgten 1997 und 1998. Bei der Produktion des Albums Fly Eyes der H-Blockx steuerte Löchel 1998 die Single Take Me Home bei. Dieser folgten in den nächsten zwei Jahrzehnten mehr als 20 weitere Singles für die H-Blockx. 1999 schrieb und produzierte Löchel Musiktitel für den Spielfilm Bang Boom Bang – Ein todsicheres Ding.
Im Jahr 2000 konnte Löchel sich mit ersten Musiktiteln international in den Charts positionieren. Dem von Löchel produzierten Titel Take Me Away (Into The Night) von 4 Strings gelang am 11. Mai 2002 der Einstieg auf Platz 15 der UK Single Charts. Im Jahr 2002 beteiligte sich Löchel an dem Soundtrack zum Film Was nicht passt, wird passend gemacht. Für Natalie produzierte Löchel zusammen mit Vincent Sorg den Titel Don’t Say Goodbye für den Countdown Grand Prix 2002, den deutschen Vorentscheid zum Eurovision Song Contest 2002, mit dem sie den fünften Platz erreichte. Löchel gründete das Musiklabel, den Verlag und die Produktionsfirma Sunwater Music im Jahr 2003. An der Produktion des Soundtracks für den Film Reine Formsache war Löchel 2006 beteiligt. Später war er an der Produktion der Coverversion Infinity 2008 des Guru Josh Project beteiligt, die in mehreren Ländern die Spitze der Charts erreichte. Zudem trat Löchel als Sänger und Gitarrist bei Shows von ATB, für den er einige Singles, darunter Believe in Me aus dem Jahr 2005 sowie Feel Alive aus dem Jahr 2007, mitgeschrieben und die Vocals eingesungen hat, vor mehr als 8.000 Zuhörern auf. Weiterhin war er u. a. für Sasha, Ingo Pohlmann, Rea Garvey, Thom., Oomph!, Die Happy, 4 Strings, Ron van den Beuken, The Mystery, Rank 1, die Söhne Mannheims und Christina Stürmer tätig, wofür er mehrfach mit Gold- und Platin-Awards ausgezeichnet wurde. Die höchste Chartplatzierung in Österreich gelang Löchel am 10. April 2009 mit dem Titel Ist mir egal von Christina Stürmer, der Platz 8 erreichte. Für die Loveparade 2010 in Duisburg sang Löchel die Vocals zur Hymne The Art Of Love ein, die Anthony Rother komponiert hatte.
Zusammen mit Burkhard Maria Fincke schrieb er den Soundtrack zum Spielfilm Jonas – Stell dir vor, es ist Schule und du musst wieder hin!. Für Alexander Klaws produzierte Löchel 2011 das Album Für alle Zeiten. Im Jahr 2012 folgten Akustikgigs mit Ivy Quainoo, der Gewinnerin der ersten Staffel der Musikshow The Voice of Germany. Durch Henning Wehland, mit dem Löchel seit mehr als zehn Jahren als Duo „Les Sauvignons“, benannt nach einer Weinsorte, auftritt, war Löchel in der Musikshow The Voice of Germany als Berater der Musiker von The BossHoss seit der ersten Staffel tätig. Zusammen mit Tatjana Pinto und Silvia Andringa bildete Löchel im Juli 2012 die Jury bei „Halbstark“, dem internationalen Theater-Festival für junge Menschen. Zwischen 2012 und 2016 vertrieb Löchel zusammen mit seinem Schulfreund Kai Grützemann Delikatessen aus der Region des Münsterlandes unter dem Namen „Der kleine Münsterländer“.
Die EP Brand New Day veröffentlichte Löchel im Jahr 2014, in dem er erneut auf Festivals zu sehen war. Zudem trat er im Vorprogramm der Hamburger Band Wingenfelder auf.
2016 produzierte Löchel im Bluhouse Studio von Anne de Wolff und Ulrich Rode in Hamburg ein Solo-Projekt namens JYLLAND. Das Projekt ist nach der dänischen Bezeichnung für den nördlichen Teil der Kimbrischen Halbinsel Jütland benannt.

## Auszeichnungen
- 2005: Platinum-Awards für Schwarz Weiß von Christina Stürmer in Deutschland und Österreich sowie Gold-Award in der Schweiz[9][10]
- 2005: Platinum-Award für Wirklich alles von Christina Stürmer in Österreich[10]
- 2006: Gold-Award für Lebe lauter von Christina Stürmer in Österreich[10]
- 2008: Platinum-Award für LautLos von Christina Stürmer in Österreich
- 2008: diverse Gold- und Platin-Awards für Infinity 2008 von Guru Josh Project in verschiedenen Ländern, zudem European Platinum Award für mehr als 1,25 Millionen verkaufte Singles[9]